# FKイェディンストヴォ・ブルチコ
FKイェディンストヴォ・ブルチコ（FK Jedinstvo Brčko）は、ボスニア・ヘルツェゴビナのブルチコ行政区ブルチコをホームタウンとするサッカークラブである。

## 歴史
1919年に創設された。
スルプスカ共和国のプルヴァ・リーガRS初年度の1995-96シーズンに東地域で5位になり、クプ・レプブリケ・スルプスケでも決勝に進出したが、ボラツ・バニャ・ルカに2-1、0-1で敗れて準優勝に終わった。1996-97シーズンに東地域で最下位の12位に終わり、ドルガ・リーガRSに降格した。
2003年にクプ・レプブリケ・スルプスケ決勝で1-0でFKモドリチャに勝利して初優勝、2005年には3-2でスロガ・ドボイに勝利して通算2回目の優勝を果たした。
2008-09シーズンにプルヴァ・リーガRSで最下位の16位に終わり、ドルガ・リーガRS・東地域に降格した。
2016-17シーズンにドルガ・リーガRS・東地域で優勝したナプレダク・ドニ・シェパクに次ぐ2位の成績を残した。
2019年4月7日にクラブ創設100周年を迎えた。2009年にドルガ・リーガRS・東地域に降格してから10年後、クラブ創設から100年後の2018-19シーズンに優勝してプルヴァ・リーガRSへの昇格を決めた。優勝争いを演じた2位のレオタル・トレビニェとは勝ち点差2で最終第30節を迎えたが、レオタル・トレビニェがブドゥチノスト・ピリツァに1-2で敗れた一方で、イェディンストヴォ・ブルチコはファモス・ヴォイコヴィチに3-0で勝利して最終的な勝ち点差を5とした。

## 獲得タイトル
- ドルガ・リーガRS：4回
  - 1997-98, 2000-01, 2007-08, 2018-19

- クプ・レプブリケ・スルプスケ：2回
  - 2002-03, 2004-05